# Robotcsirke
A Robotcsirke (eredeti cím: Robot Chicken) népszerű amerikai bábfilmsorozat. Az Adult Swim adja Amerikában, Magyarországon felirattal 2022. április 26. óta vetítik. A sorozat egy szkeccsműsor, amely felnőtteknek szól. Különféle filmeket, tévéműsorokat, szereplőket, játékokat parodizál ki szatirikus módon (pl. Godzillának gondjai vannak a fürdőszobában a mérete miatt, Darth Vader orvosnál, stb.) Voltak világsztárok is a szereplők hangjai a Robotcsirkében, például 50 Cent, Billy Bob Thornton, RZA, Patrick Warburton, Burt Ward meg még sokan. Különleges epizódok is készültek a sorozatból, mint például a Star Wars-epizód, és a DC Comics szereplőit kiparodizáló epizód. Az Amerikában még ma is fut a Robotcsirke, és ott nagyon népszerűnek számít humora miatt. Eddig 11 évada van 220 epizóddal és 11 különkiadással.

## Szereplők
- Robotcsirke (Seth Green)
- Cluckerella (Seth Green)
- The Mad Scientist (Les Claypool)
- Mad Scientist's Son (Zachary Levi)
- The Nerd (Seth Green)
- Bitch Pudding (Katee Sackhoff)
- Unicorn (George Lowe)
- Mo-Larr: Eternian Dentist (Michael Ian Black)
- Composite Santa Claus (Christian Slater)
- Little Drummer Boy (Seth Green)
- Humping Robot
- MC Broccoli (Breckin Meyer)
- Daniel a.k.a. "Gyro-Robo" (Seth Green)
- Munson (Breckin Meyer)
- Gary the Stormtrooper (Donald Faison)
- Aliens (Seth Green, Breckin Meyer, Adam Talbott, Mark Hamill, Patrick Pinney, és Patrick Stewart)
- Bloopers Host (Jamie Kaler)
- Gummy Bear (Michelle Trachtenberg)

## Epizódok
| Évad | Évad | Epizódok | Eredeti sugárzás     | Eredeti sugárzás   | Eredeti adó | Magyar sugárzás   | Magyar sugárzás | Magyar adó |
| Évad | Évad | Epizódok | Évadpremier          | Évadfinálé         | Eredeti adó | Évadpremier       | Évadfinálé      | Magyar adó |
| ---- | ---- | -------- | -------------------- | ------------------ | ----------- | ----------------- | --------------- | ---------- |
|      | 1.   | 20       | 2005. február 20.    | 2005. július 18.   | Adult Swim  | 2022. június 8.   | 2022. június 8. | HBO Max    |
|      | 2.   | 20       | 2006. április 2.     | 2006. november 19. | Adult Swim  | 2022. június 8.   | 2022. június 8. | HBO Max    |
|      | 3.   | 20       | 2007. augusztus 12.  | 2008. október 5.   | Adult Swim  | 2022. június 8.   | 2022. június 8. | HBO Max    |
|      | 4.   | 20       | 2008. december 7.    | 2009. december 6.  | Adult Swim  | 2022. június 8.   | 2022. június 8. | HBO Max    |
|      | 5.   | 20       | 2010. december 12.   | 2012. január 15.   | Adult Swim  | 2022. június 8.   | 2022. június 8. | HBO Max    |
|      | 6.   | 20       | 2012. szeptember 17. | 2013. február 18.  | Adult Swim  | 2022. június 8.   | 2022. június 8. | HBO Max    |
|      | 7.   | 20       | 2014. április 13.    | 2014. december 7.  | Adult Swim  | 2022. június 8.   | 2022. június 8. | HBO Max    |
|      | 8.   | 20       | 2015. október 26.    | 2016. május 15.    | Adult Swim  | 2022. június 8.   | 2022. június 8. | HBO Max    |
|      | 9.   | 20       | 2017. december 10.   | 2018. július 22.   | Adult Swim  | 2022. június 8.   | 2022. június 8. | HBO Max    |
|      | 10.  | 20       | 2019. szeptember 30. | 2020. július 27.   | Adult Swim  | 2022. június 8.   | 2022. június 8. | HBO Max    |
|      | 11.  | 20       | 2021. szeptember 7.  | 2022. április 11.  | Adult Swim  | 2022. április 29. |                 | HBO Max    |